# Jacqui Purvis
Pour les articles homonymes, voir Jacqui et Purvis.
Jacqui Purvis, née dans l'État australien de la Nouvelle-Galles du Sud, est une actrice australienne.

## Biographie
Jacqui Purvis est principalement connue pour son rôle de Melissa Lohan (en) dans la série télévisée Les Voisins (Neighbours).

## Filmographie
- 2013 : Young Nefarious Minds (téléfilm) : Lucy Lights
- 2017 : Surfer Girl (court métrage) : Bella
- 2017 : Undertow (court métrage télévisé) : Bella
- 2018 : Sydney (court métrage) : Callie
- 2019 : A Lion Returns : Heidi Alamein
- 2019 : Les Voisins (Neighbours) (série télévisée) : Melissa "Mel" Lohan (18 épisodes - en cours)